# Institut français de Prague
L’Institut français de Prague est un établissement culturel fondé en 1919 à Prague et dépendant du ministère français des Affaires étrangères. 

## Histoire de l'Institut français de Prague
Il fut solennellement inauguré le 1er décembre 1920 par Fernand Couget, ministre plénipotentiaire de France à Prague, à la suite d'un long processus mené par l'historien et slaviste Ernest Denis, s'appuyant sur l'héritage de l'Alliance française de Prague créée en 1886 et la collaboration avec l'Université de Paris. Il a porté le nom d’Institut Ernest-Denis en hommage à son fondateur décédé en 1921 jusqu'à sa fermeture en 1939 puis de 1945 à 1948. 
Durant la période de la guerre froide, il a interrompu totalement ses activités ouvertes au public, accueillant le service culturel, scientifique et technique de l'Ambassade. À partir de 1966, il a hébergé un centre pilote de l'enseignement du français et la bibliothèque a pu rouvrir sous un statut de salle de lecture franco-tchécoslovaque,. Il a retrouvé son plein statut après la révolution de Velours, par un accord signé le 13 septembre 1990.
Hubert Beuve-Méry et Vladimir Jankélévitch notamment y ont enseigné.
Olivier Poivre d'Arvor en a été le premier directeur après la Révolution de Velours (de 1990 à 1994).

## Activités

Logo de l'IFP dans les années 1990

Conçu initialement, comme les autres instituts français créés au début du XXe siècle comme une véritable antenne universitaire française, l'Institut français de Prague est devenu depuis sa réouverture un pôle culturel multidisciplinaire : lieu animé, protéiforme, à la fois centre d'enseignement de la langue et lieu de diffusion, partenaire culturel et plateforme d'échanges artistiques.
Il a pour objectif de faire découvrir la culture française la plus contemporaine, accueillir les projets les plus singuliers, se faire le passeur d’œuvres audacieuses et novatrices, provoquer des rencontres artistiques inédites entre artistes tchèques et français, questionner les rapports toujours féconds entre deux pays aux traditions artistiques fortes.
Un Centre français de recherche en sciences sociales (CEFRES), indépendant de l'Institut français, a été créé au sein du réseau des instituts français de recherche à l'étranger pour favoriser des recherches universitaires sur l'Europe centrale et orientale.
L'IFP compte actuellement 38 enseignants/formateurs (cours de français et de tchèque pour étrangers), dispense environ 200 000 heures d'enseignement à 2 800 élèves qui bénéficient d’une offre de cours très diversifiée dans 13 salles de cours équipées en matériel audiovisuel et informatique, ainsi que d’un centre de ressources. L'Institut intervient également dans la formation des administrations et des entreprises tchèques dont il est le principal prestataire en cours de langue française.
Il se situe au 35 de la rue Štěpánská, dans le centre de Prague où il offre sur une surface de 4 600 m2 , une médiathèque, un cinéma (Kino 35), une librairie francophone, un café (Café 35), une galerie d'exposition (Galerie 35) et des espaces de conférences.

## Direction
La direction est assurée depuis septembre 2024 par Stéphane Schorderet (d), également conseiller de coopération et d'action culturelle de l'ambassade de France.

### Liste des directeurs
- Olivier Poivre d'Arvor (1990 - 1994)

- Stanislas Pierret (d) (1996 - 2000)
- Dominique Paillarse (d) (2000 - 2002)
- Didier Montagné (d) (2002 - 2006)
- Olga Kubelková Poivre d'Arvor (d) (2006 - 2009)
- Nicolas Delvaux (2009 - 2011)
- Olivier Jacquot (d) (2011 - 2014)
- Isabelle Guisnel (d) (2014 - 2017)[7]
- Luc Lévy (d) (2017 - 2021)
- Stanislas Mrozek (2021-2024)
- Stéphane Schorderet (d) (2024 - )